# Nationalskald
En nationalskald är en poet eller lyriker som är namnkunnig och nått bred popularitet inom sitt land eller språkområde, och vars diktning anses ha ett stort nationellt värde.  
Utnämning till epitetet nationalskald är informell. Många nationalskalder var verksamma under, och kan kopplas till idéer inom, romantiken eller nationalromantiken, men också till en nations kamp för självständighet. Poetens diktning ansågs kunna representera "nationens röst". Nationalskaldsstatus kan också appliceras på poeter som tillmätts stor betydelse för språk, kultur och litteratur. I de sammanhangen anses ofta poeten vara viktig för ett folk eller en nations självmedvetenhet och identitet på en kollektiv nivå. Nationalskalden är vanligtvis avliden, ofta en historisk figur, men kan i yngre nationalstater vara en person som levde, eller lever, i modern tid.

## Lista över nationalskalder
- Albanien – Naim Frashëri
- Finland – Johan Ludvig Runeberg[2][3]
- Frankrike – Louis Aragon[4]
- Grekland -  Dionysios Solomos
- Grönland – Henrik Lund[5]
- Iran - Ferdousi [6]
- Italien – Dante Alighieri[7], Giosuè Carducci[8][9]
- Kazakstan – Abaj Kunanbajev[10]
- Litauen – Maironis[11][12]
- Montenegro – Petar Petrović Njegoš[13]
- Ossetien – Kosta Khetagurov[14]
- Peru – José Santos Chocano[15]
- Polen – Adam Mickiewicz[16]
- Portugal – Luís de Camões,[17] Fernando Pessoa[18]
- Quebec, delstat i Kanada – Octave Crémazie[19]
- Rumänien – Mihai Eminescu,[20][21] Vasile Alecsandri[22]
- Ryssland – Aleksandr Pusjkin[23]
- Schweiz – Gottfried Keller[24]
- Skottland – Robert Burns[25]
- Slovenien – France Prešeren[26][27]
- Storbritannien – Alfred Tennyson[28]
- Sverige – Carl Michael Bellman,[29] Verner von Heidenstam,[30] Esaias Tegnér[31], Evert Taube, Dan Andersson[32][33][34]
- Tunisien – Abu al-Qasim ash-Shabbi[35]
- Tyskland – Johann Wolfgang von Goethe,[36] Friedrich Schiller[36]
- Ukraina – Taras Sjevtjenko[37]
- Ungern – Sándor Petőfi,[38]
- USA – Henry Wadsworth Longfellow[39]
- Uzbekistan – Alisjer Navoi[40]